# Свети Георги (Шишманово)
Вижте пояснителната страница за други значения на Свети Георги.
„Свети Георги“ е бивша църква в село Шишманово, залято от водите на язовир „Искър“.

## Съграждане
Село Шишманово се намира под водите на язовир Искър. По време на Османското владичество в селото не е имало черква. Някъде през 1868 г. местните първенци – българи християни вземат решение да изградят черква. След преговори с живеещите турци в Шишманово (тогава – Чамурлий), както и със самоковските бейове, било решено тя да носи името Свети Георги. Така, с техните ходатайства, било получено разрешение за построяването ѝ. Строежът започнал върху частни имоти, като в него се включили и българи, а и турци. През 1870 г. черквата била изградена.

## Архитектура
Храмът представлявал едноапсидна базилика с размери 24,5 метра на 12 метра. По северната и южната страна на наоса имало по четири прозореца и един за балкона. През 1899 г. била пристроена нартика пред входа с размери 12 метра на 5 метра, която се крепяла върху 6 колони от запад и по 2 колони от север и юг.
За строителни материали били използвани обработени дялани камъни, скрепени с кал.

## Реконструкции
През 1893 година и през 1910 година се наложило да се правят сериозни ремонти на сградата поради разместване на камъните и появата на процепи между тях, достигащи до 10 см.

## Язовир „Искър“
През 1954 г., след изселването на жителите на с. Шишманово и заливането му с водите на язовир Искър, черквата „Свети Георги“ е потопена.